# ІТ-парк (Казань)
Технопарк у сфері високих технологій «ІТ-парк» — технопарк в області інформаційно — комунікаційних технологій, створений на території Республіки Татарстан в рамках Комплексної програми «Створення в Російській Федерації технопарків у сфері високих технологій». Основна мета технопарку — прискорити розвиток ІТ-компаній і збільшити частку ІТ-галузі в економіці Республіки Татарстан.
Повне найменування — державна автономна установа «Технопарк у сфері високих технологій „ІТ-парк“».

## Основна інформація
Будівництво технопарку почалося в 2008 році на кошти федерального бюджету і бюджету Республіки Татарстан і було завершено в жовтні 2009 року. Як місце розташування була обрана зона в центральній частині міста Казань, в безпосередній близькості станцій Площа Тукая і Суконна слобода казанського метрополітену. Комплекс будівель ІТ-парку складається з сучасного 5 поверхового будинку, в якому розташовується основна частина інфраструктури технопарку, а також двох реконструйованих будівель колишньої казарми. Загальна площа ІТ-парку становить понад 30 тис. кв. м.
У квітні 2011 року стартувала робота бізнес-інкубатора ІТ-парку, на відкритті якого був присутній міністр зв'язку і масових комунікацій Російської Федерації Ігор Щеголєв і Президент Республіки Татарстан Рустам Мінніханов.
Технічна, ділова та бізнес-інфраструктура технопарку в Казані і Набережних Челнах створює платформу для комплексного розвитку і підтримки стартап-проектів та ІТ-компаній на всіх стадіях розвитку: від ідеї до впровадження кінцевого високотехнологічного продукту на ринок.
Комплекс ІТ-парку, спроектований за принципом інтелектуального будинку із сучасною технічною інфраструктурою, зручний не тільки для резидентів ІТ-парку, а й для гостей республіки.
Тут створені всі умови для проведення ділових заходів і бізнес-зустрічей, організувати які допоможуть досвідчені фахівці конференц-сервісу. До послуг також запропоновані комфортабельний тризірковий ІТ-готель і вільний простір коворкінгу.
Місія:
Створюючи комфортні умови і відкриваючи можливості, ми розвиваємо інтелектуальний капітал і технологічне підприємництво.
Бачення:
Ми зробимо Республіку Татарстан стійким інноваційно-технологічним лідером Росії і розширимо свою присутність на міжнародному ринку, орієнтуючись на випуск конкретних реалізованих ІТ проектів і рішень.

## Резиденти
Автодор, «Ак барс», ICL-КПО ВС, Барс Груп, ГЛОНАСС+112, Інноваційні системи управління, Інфоматіка, Небо, НВО ВС, Пошта Росії, Системи документообігу, СІТ, Лаб. СН, ТатАСУ, ТіАйТі Груп, ЦІТ РТ, СКБ Контур, Тінькофф Центр Розробки, Фікс, ДжіДіСі Сервісез, ICL СТ.

## Критика
Активне використання місцем відвідування високопоставлених делегацій. Такі події, як, наприклад, візит голови правління ВАТ «Роснано» Анатолія Чубайса, широко висвітлюються більшістю місцевих і федеральних ЗМІ, в той час як заходи безпосередньо за ІТ-напрямом висвітлюються найчастіше менш широко, що призвело до поширення думки про використання технопарку як гарного місця для показу різним делегаціям.
Виникають також питання про доцільність створення «занадто» комфортних умов для початківців ІТ-компаній у експертів, які вважають що «стартапер повинен бути жебрак, голодний, а робоче місце може мати в кращому випадку в гаражі» .